# فيكرز تايب 143
فيكرزتايب 143 (بالإنجليزية: Vickers Type 143)‏ هي طائرة مقاتلة أنتجت في بريطانيا. من صناعة فيكرز. كانت تستخدم بشكل أساسي من قبل بوليفيا. كان أول طيران لها في 26 نوفمبر 1929. دخلت الخدمة في 1930.